# Hypsilophodon
Hypsilophodon („zub podobný zubům leguána rodu Hypsilophus“) byl rod malého, lehce stavěného ptakopánvého dinosaura ze západní Evropy. Žil v době před asi 130 až 125 milióny let, v období spodní křídy. Jeho fosilie byly objeveny v Anglii (Sussex, ostrov Wight), Španělsku (Teruel) a možná i v USA (Jižní Dakota).

## Popis
Hypsilophodon dosahoval délky asi 1,8 až 2,5 metru a v nejvyšším bodě hřbetu byl asi 1 metr vysoký. Vážil zhruba kolem 20 kilogramů.
Lehce stavěný hypsilofodon měl malou, poměrně vysokou hlavu s čelistmi zakončenými rohovinovým zobákem, v horní čelisti ještě vybaveným zuby (řezáky), které jsou však primitivním znakem ornitopodů a vyspělejší iguanodoni je vývojem ztratili. Jeho přední končetiny měly pět prstů se zakrnělým malíčkem, přičemž zadní končetiny byly u něho značně dlouhé a silné, vhodné pro rychlý běh. Podobně jako antilopy, žil v menších skupinách a v nebezpečí se zachraňoval útěkem.
Podle vědecké studie z roku 2008 se na základě přítomnosti zpevňujících kosterních elementů stanovilo, že tito dinosauři dokázali patrně velmi rychle běhat, zřejmě přitom dosahovali rychlosti i přes 40 km/h (11,1 m/s).

## Historie
První známé zkameněliny hypsilofodona byly objeveny již roku 1849, správně určeny však byly až později. Formálně byl tento dinosaurus popsán přírodovědcem Thomasem Henry Huxleym v roce 1870.

## V populární kultuře
Hypsilofodon je známý poměrně dlouhou dobu, proto patří mezi často zobrazované malé ornitopody. Objevil se také v populárním románu Jurský park spisovatele Michaela Crichtona z roku 1990 (ve stejnojmenném filmu už se ale neobjevil). Byl v něm zobrazen jako menší, rychle skákající zvíře, vzdáleně podobné například dnešním klokanům. Ve skutečnosti se však tímto způsobem zřejmě nepohyboval.